# Ful (tidskrift)
Ful (tidigare Femkul) är en queerfeministisk kulturtidskrift som publicerade sitt första nummer år 2004. Innan dess hade den funnits i två år som nättidskrift. Ful skriver om film, konst, litteratur, teater och musik ur ett queerfeministiskt perspektiv. Den presenterar även nya feministiska konstnärer. Chefredaktör för tidskriften är Nasim Aghili.
Ful utsågs 2010 till Årets kulturtidskrift, ett pris inrättat av Föreningen för Sveriges Kulturtidskrifter.